# TV4-nyheterna Linköping
TV4-nyheterna Linköping är en av de 25 lokala stationer som tillhör TV4-gruppen. Stationen bevakar nyhetshändelser i Linköping med omnejd och startade sina sändningar 25 mars 2009.